# Radio Ucamara

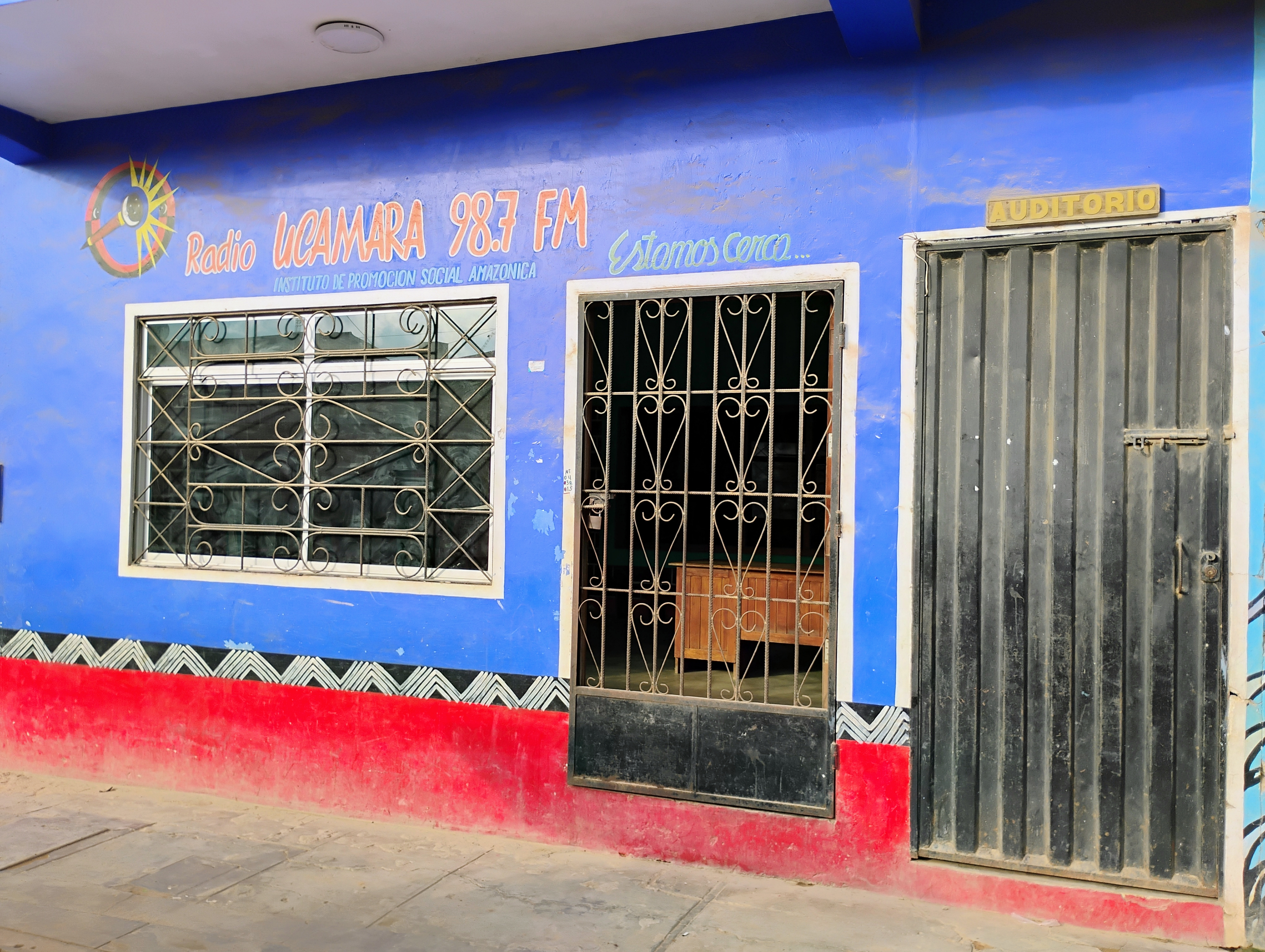
Frontis de la radio en la ciudad de Nauta

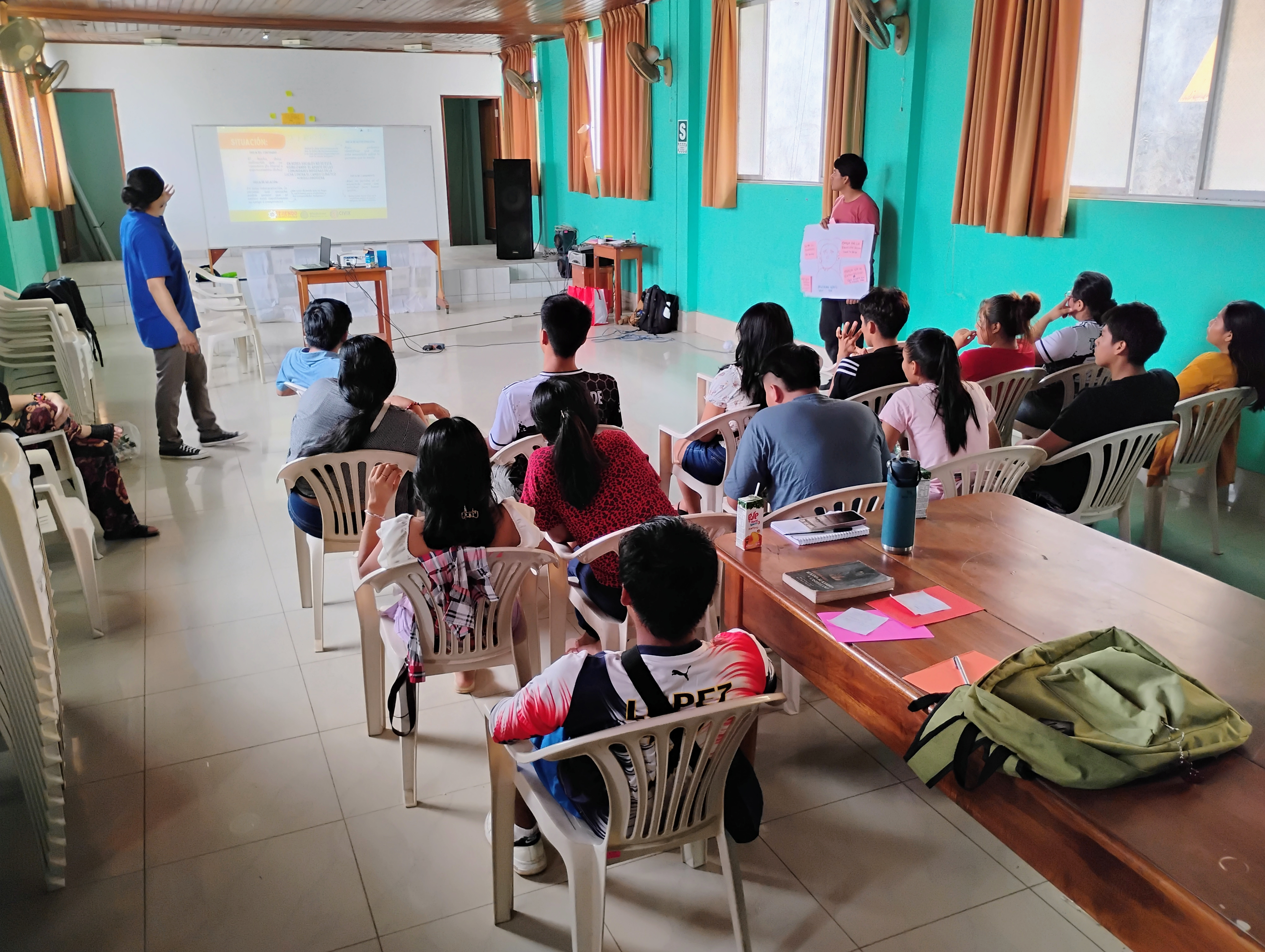
La radio cuenta con un auditorio en donde se realizan eventos como presentaciones y talleres

Radio Ucamara (98.7 FM) es una radio comunitaria ubicada en Nauta, en la provincia y región de Loreto, Perú. La radio se inició en 2006 bajo ese nombre con el objetivo de revitalizar el idioma y la cultura kukama kukamiria. Su ámbito de influencia llega actualmente a comunidades de los pueblos originarios kukama-kukamiria, urarina y kichwa de tres provincias de la región de Loreto: Loreto, Requena y Maynas.
En 2016 recibió la distinción de Personalidad Meritoria de la Cultura por parte del Ministerio de Cultura del Perú.

## Historia
En 1992 la radio inició actividades bajo el nombre de "La voz de la selva - Nauta", bajo el apoyo del Vicariato de Iquitos y en ese entonces promovió un mensaje católico. En 2006 se reinicia bajo el nombre actual con el objetivo de dar mayor importancia a la difusión de su identidad y cultura. Desde entonces, comienza a crear videos musicales, documentales breves, libros y, más recientemente, mapas subacuáticos de su territorio, que ilustran los daños y su comprensión histórica y cultural de su espacio y su memoria.